# Маттіа Де Шильйо
Матті́я Де Ши́льйо (італ. Mattia De Sciglio; нар. 20 жовтня 1992, Мілан) — італійський футболіст, захисник клубу «Ювентус». На умовах оренди грає за «Емполі».

## Кар'єра

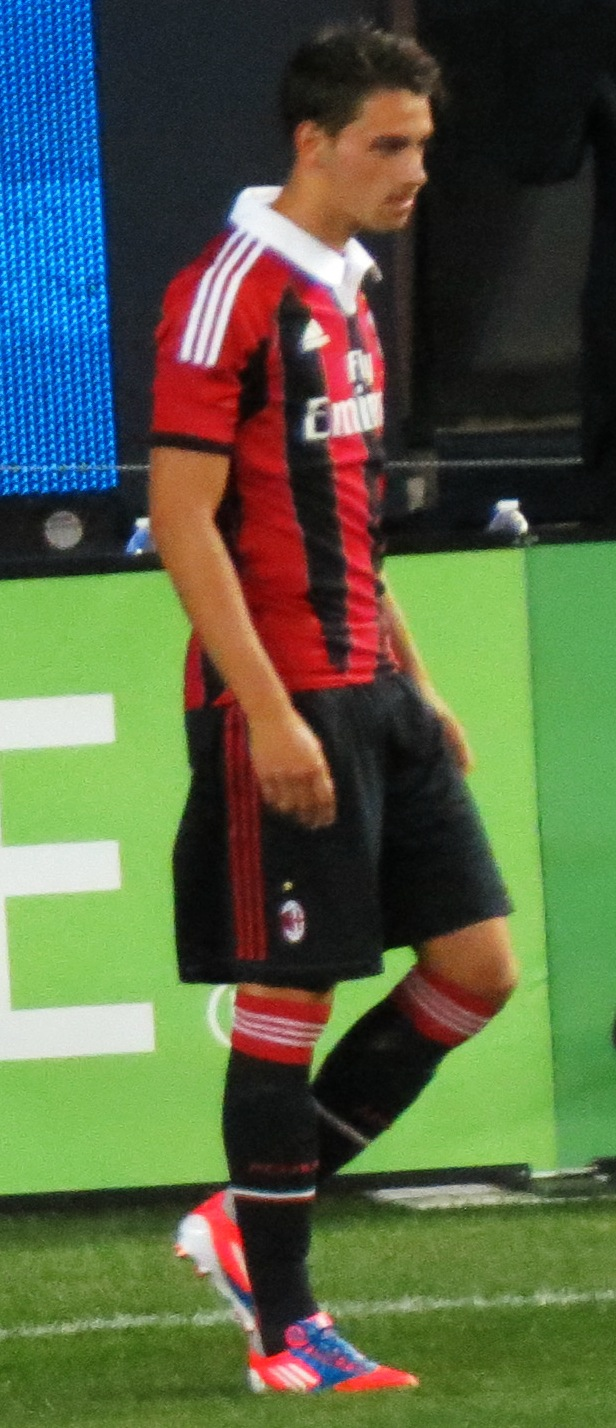

### Мілан
На початку сезону 2011-2012 був офіційно включений в основну команду головним тренером Массіміліано Аллегрі. Дебют відбувся 28 вересня 2011 року. Гравець вийшов на заміну у матчі Ліги чемпіонів проти Вікторія (Пльзень) . Матч завершився перемогою 2-0. В чемпіонаті дебют відбувся 10 квітня у матчі проти К'єво, що завершився перемогою Мілану з рахунком 1-0. 6 травня взяв участь у першому своєму міланському дербі , замінивши Даніеле Бонеру. Матч завершився з рахунком 4-2.
У новому сезоні отримав №2, на що сказав, що це для нього велика честь, оскільки під ним грали великі гравці минулого. Протягом першої частини сезону став регулярно з'являтися в основі. Брав участь у важливих матчах клуба. Складав гідну конкуренцію на своєму фланзі одноклубнику Іньяціо Абате. Загалом провів сезон на високому рівні та став одним з відкриттів.
27 вересня 2015 року вперше в кар'єрі вийшов на поле з капітанською пов'язкою, оскільки Ріккардо Монтоліво та Іньяціо Абате не могли взяти участь у матчі. 6 березня 2016 року на честь свого 100 матчу за «Мілан» також вивів команду на поле з капітанською пов'язкою.

### Ювентус
20 липня 2017 року було офіційно оголошено, що гравець підписав контракт з «Ювентусом» до 2022 року. Сума трансферу склала €12 млн.

## Статистика

### Статистика клубних виступів
Станом на 5 жовтня 2022 року
| Сезон               | Команда             | Чемпіонат           | Чемпіонат | Чемпіонат | Національний кубок | Національний кубок | Національний кубок | Континентальні кубки | Континентальні кубки | Континентальні кубки | Інші змагання | Інші змагання | Інші змагання | Усього | Усього |
| Сезон               | Команда             | Ліга                | Ігор      | Голів     | Ліга               | Ігор               | Голів              | Ліга                 | Ігор                 | Голів                | Ліга          | Ігор          | Голів         | Ігор   | Голів  |
| ------------------- | ------------------- | ------------------- | --------- | --------- | ------------------ | ------------------ | ------------------ | -------------------- | -------------------- | -------------------- | ------------- | ------------- | ------------- | ------ | ------ |
| 2011–12             | «Мілан»             | A                   | 3         | 0         | КІ                 | 0                  | 0                  | ЛЧ                   | 2                    | 0                    | СКІ           | 0             | 0             | 5      | 0      |
| 2012–13             | «Мілан»             | A                   | 27        | 0         | КІ                 | 1                  | 0                  | ЛЧ                   | 5                    | 0                    | -             | -             | -             | 33     | 0      |
| 2013–14             | «Мілан»             | A                   | 16        | 0         | КІ                 | 2                  | 0                  | ЛЧ                   | 3                    | 0                    | -             | -             | -             | 21     | 0      |
| 2014–15             | «Мілан»             | A                   | 17        | 0         | КІ                 | 1                  | 0                  | -                    | -                    | -                    | -             | -             | -             | 18     | 0      |
| 2015–16             | «Мілан»             | A                   | 22        | 0         | КІ                 | 7                  | 0                  | -                    | -                    | -                    | -             | -             | -             | 29     | 0      |
| 2016–17             | «Мілан»             | A                   | 25        | 0         | КІ                 | 1                  | 0                  | -                    | -                    | -                    | СКІ           | 1             | 0             | 27     | 0      |
| Усього за «Мілан»   | Усього за «Мілан»   | Усього за «Мілан»   | 110       | 0         |                    | 12                 | 0                  |                      | 10                   | 0                    |               | 1             | 0             | 133    | 0      |
| 2017–18             | «Ювентус»           | A                   | 12        | 1         | КІ                 | 1                  | 0                  | ЛЧ                   | 6                    | 0                    | СКІ           | 1             | 0             | 20     | 1      |
| 2018–19             | «Ювентус»           | A                   | 22        | 0         | КІ                 | 2                  | 0                  | ЛЧ                   | 4                    | 0                    | СКІ           | 0             | 0             | 28     | 0      |
| 2019–20             | «Ювентус»           | A                   | 9         | 0         | КІ                 | 1                  | 0                  | ЛЧ                   | 2                    | 0                    | СКІ           | 1             | 0             | 13     | 0      |
| 2020–21             | «Ювентус»           | A                   | 1         | 0         | КІ                 | 0                  | 0                  | ЛЧ                   | 0                    | 0                    | СКІ           | 0             | 0             | 1      | 0      |
| 2020–21             | «Ліон»              | Л1                  | 29        | 0         | КФ                 | 4                  | 0                  | -                    | -                    | -                    | -             | -             | -             | 33     | 0      |
| 2021–22             | «Ювентус»           | A                   | 20        | 1         | КІ                 | 4                  | 0                  | ЛЧ                   | 4                    | 0                    | СКІ           | 1             | 0             | 29     | 1      |
| 2022–23             | «Ювентус»           | A                   | 8         | 0         | КІ                 | 0                  | 0                  | ЛЧ                   | 3                    | 0                    | -             | -             | -             | 11     | 0      |
| Усього за «Ювентус» | Усього за «Ювентус» | Усього за «Ювентус» | 72        | 2         |                    | 8                  | 0                  |                      | 19                   | 0                    |               | 3             | 0             | 102    | 2      |
| Усього за кар'єру   | Усього за кар'єру   | Усього за кар'єру   | 211       | 2         |                    | 24                 | 0                  |                      | 29                   | 0                    |               | 4             | 0             | 268    | 2      |

### Статистика виступів за збірну
| Дата       | Місто          | Господарі   | Результат               | Гості                | Турнір                  | Голи | Примітки |
| ---------- | -------------- | ----------- | ----------------------- | -------------------- | ----------------------- | ---- | -------- |
| 21-3-2013  | Женева         | Італія      | 2 – 2                   | Бразилія             | товариський матч        | -    | 74'      |
| 26-3-2013  | Та-Калі        | Мальта      | 0 – 2                   | Італія               | Відбір до ЧС 2014       | -    |          |
| 31-5-2013  | Болонья        | Італія      | 4 – 0                   | Сан-Марино           | товариський матч        | -    | 46'      |
| 11-6-2013  | Ріо-де-Жанейро | Італія      | 2 – 2                   | Гаїті                | товариський матч        | -    |          |
| 16-6-2013  | Ріо-де-Жанейро | Мексика     | 1 – 2                   | Італія               | Кубок конфедерацій      | -    |          |
| 19-6-2013  | Ресіфі         | Італія      | 4 – 3                   | Японія               | Кубок конфедерацій      | -    |          |
| 22-6-2013  | Салвадор       | Італія      | 2 – 4                   | Бразилія             | Кубок конфедерацій      | -    |          |
| 30-6-2013  | Салвадор       | Уругвай     | 2 – 2 д.ч. (2 – 3 п.п.) | Італія               | Кубок конфедерацій      | -    |          |
| 5-3-2014   | Мадрид         | Іспанія     | 1 – 0                   | Італія               | товариський матч        | -    | 46'      |
| 31-5-2014  | Лондон         | Італія      | 0 – 0                   | Ірландія             | товариський матч        | -    |          |
| 4-6-2014   | Перуджа        | Італія      | 1 – 1                   | Люксембург           | товариський матч        | -    |          |
| 24-6-2014  | Натал          | Італія      | 0 – 1                   | Уругвай              | ЧС 2014 - груповий етап | -    | 77'      |
| 4-9-2014   | Барі           | Італія      | 2 – 0                   | Нідерланди           | товариський матч        | -    | 73'      |
| 9-9-2014   | Осло           | Норвегія    | 0 – 2                   | Італія               | Відбір до ЧЄ 2016       | -    |          |
| 10-10-2014 | Палермо        | Італія      | 2 – 1                   | Азербайджан          | Відбір до ЧЄ 2016       | -    |          |
| 16-11-2014 | Мілан          | Італія      | 1 – 1                   | Хорватія             | Відбір до ЧЄ 2016       | -    |          |
| 12-6-2015  | Спліт          | Хорватія    | 1 – 1                   | Італія               | Відбір до ЧЄ 2016       | -    | 27'      |
| 16-6-2015  | Женева         | Італія      | 0 – 1                   | Португалія           | товариський матч        | -    | 73'      |
| 6-9-2015   | Палермо        | Італія      | 1 – 0                   | Болгарія             | Відбір до ЧЄ 2016       | -    |          |
| 10-10-2015 | Баку           | Азербайджан | 1 – 3                   | Італія               | Відбір до ЧЄ 2016       | -    |          |
| 13-10-2015 | Рим            | Італія      | 2 – 1                   | Норвегія             | Відбір до ЧЄ 2016       | -    |          |
| 13-11-2015 | Брюссель       | Бельгія     | 3 – 1                   | Італія               | товариський матч        | -    | 89'      |
| 13-6-2016  | Ліон           | Бельгія     | 0 – 2                   | Італія               | ЧЄ 2016 - груповий етап | -    | 58'      |
| 22-6-2016  | Лілль          | Італія      | 0 – 1                   | Ірландія             | ЧЄ 2016 - груповий етап | -    | 81'      |
| 27-6-2016  | Сен-Дені       | Італія      | 2 – 0                   | Іспанія              | ЧЄ 2016 - 1/8 фіналу    | -    | 24'      |
| 2-7-2016   | Бордо          | Німеччина   | 1 – 1 д.ч. (6 – 5 п.п.) | Італія               | ЧЄ 2016 - чвертьфінал   | -    | 57'      |
| 1-9-2016   | Барі           | Італія      | 1 – 3                   | Франція              | товариський матч        | -    | 59'      |
| 6-10-2016  | Турин          | Італія      | 1 – 1                   | Іспанія              | Відбір до ЧС 2018       | -    |          |
| 9-10-2016  | Скоп'є         | Македонія   | 2 – 3                   | Італія               | Відбір до ЧС 2018       | -    |          |
| 12-11-2016 | Вадуц          | Ліхтенштейн | 0 – 4                   | Італія               | Відбір до ЧС 2018       | -    |          |
| 24-3-2017  | Палермо        | Італія      | 2 – 0                   | Албанія              | Відбір до ЧС 2018       | -    |          |
| 23-3-2018  | Манчестер      | Італія      | 0 – 2                   | Аргентина            | товариський матч        | -    |          |
| 27-3-2018  | Лондон         | Англія      | 1 – 1                   | Італія               | товариський матч        | -    |          |
| 28-5-2018  | Санкт-Галлен   | Італія      | 2 – 1                   | Саудівська Аравія    | товариський матч        | -    | 88'      |
| 1-6-2018   | Ніцца          | Франція     | 3 – 1                   | Італія               | товариський матч        | -    |          |
| 4-6-2018   | Турин          | Італія      | 1 – 1                   | Нідерланди           | товариський матч        | -    | 59'      |
| 20-11-2018 | Генк           | Італія      | 1 – 0                   | США                  | товариський матч        | -    | 19'      |
| 8-6-2019   | Афіни          | Греція      | 0 – 3                   | Італія               | Відбір до ЧЄ 2020       | -    | 68'      |
| 11-6-2019  | Турин          | Італія      | 2 – 1                   | Боснія і Герцеговина | Відбір до ЧЄ 2020       | -    | 66'      |
| 29-3-2022  | Конья          | Туреччина   | 2 – 3                   | Італія               | товариський матч        | -    |          |
| Усього     |                | Матчів      | 40                      |                      | Голів                   | 0    |          |

| Дата       | Місто    | Господарі | Результат | Гості       | Турнір                             | Голи | Примітки |
| ---------- | -------- | --------- | --------- | ----------- | ---------------------------------- | ---- | -------- |
| 25-4-2012  | Единбург | Шотландія | 1 – 4     | Італія      | Товариський матч                   | -    |          |
| 6-9-2012   | Казарано | Італія    | 7 – 0     | Ліхтенштейн | Кваліфікація молодіжного Євро-2013 | -    |          |
| 12-10-2012 | Пескара  | Італія    | 1 – 0     | Швеція      | Кваліфікація молодіжного Євро-2013 | -    |          |
| 16-10-2012 | Кальмар  | Швеція    | 2 – 3     | Італія      | Кваліфікація молодіжного Євро-2013 | -    |          |
| 13-11-2012 | Сієна    | Італія    | 1 – 3     | Іспанія     | Товариський матч                   | -    |          |
| Усього     |          | Матчів    | 5         |             | Голів                              | 0    |          |

## Досягнення

### Клубні
- Володар суперкубка Італії  (3):

«Мілан»: 2011, 2016
«Ювентус»: 2018
- Чемпіон Італії (3):

«Ювентус»: 2017–18, 2018–19, 2019–20
- Володар Кубка Італії (2):

«Ювентус»: 2017-18, 2023-24

### За збірну
Збірна Італії
- Бронзовий призер Кубку конфедерацій (1) : 2013

### Індивідуальні
- Символічна збірна Кубку конфедерацій 2013 [4]